# Kaisa Blomstedt
Ulla Kaisa Mirjami Blomstedt, född Sirkiä 23 september 1947 i Helsingfors, död där 16 juli 2017, var en finländsk inredningsarkitekt och designer. 
Blomstedt, som var självlärd, bedrev egen verksamhet i Helsingfors. Hon var en av Finlands internationellt mest kända inredningsdesigners med projekt i ett flertal europeiska länder samt gästföredrag i bland annat USA och Italien. Hon utförde bland annat inredningen till restaurangen på hotell Torni, restaurang Kappeli och Café Ursula i Helsingfors. Hon var känd som en pionjär inom funktionalismen. Hon öppnade sin första studio 1970 och den senaste, Studio Kaisa B., 2004.